# Robièi
Robièi ist eine Alp im Schweizer Kanton Tessin.
Sie liegt an der nordöstlichen Seite des Bavonatals auf 1879 m ü. M. in einem Kessel, welcher von Süden mit Kraftwerkseilbahn und von Norden über den Cristallinapass zugänglich ist. Auf der Alp etwas unterhalb des Stausees Lago di Robièi befindet sich die Basodinohütte.